# Прономинализация
Прономинализация (от лат. pronomen — местоимение) — одна из форм лингвистической транспозиции, переход слов из других частей речи в местоимения в результате утраты или ослабления присущего им лексического значения и приобретения отвлеченного значения и указательной функции. Прономинализация существительных особенно характерна для тайского и кхмерского языков, обладающих большой степенью свободы в употреблении местоимений. В тайском языке в качестве личного местоимения первого лица единственного числа может употребляться даже прономинализированное личное имя (см. Кхамсапханам). В русском языке прономинализация часто встречается в церковнославянском молитвословии, в современном языке более характерна для жаргонной речи.